# Caprimulgus pulchellus
Caprimulgus pulchellus е вид птица от семейство Caprimulgidae. Видът е почти застрашен от изчезване.

## Разпространение
Видът е разпространен в Индонезия.